# Station Le Plessis-Chenet
Station Le Plessis-Chenet is een spoorwegstation aan de spoorlijn Corbeil-Essonnes - Montereau. Het ligt in de Franse gemeente Le Coudray-Montceaux in het departement Essonne (Île-de-France).

## Geschiedenis
Het station is in 1965 geopend ter ontsluiting van de IBM-fabriek (tegenwoordig Altis Semiconductor).

## Ligging
Het station ligt op kilometerpunt 37,886 van de spoorlijn Corbeil-Essonnes - Montereau.

## Diensten
Het station wordt aangedaan door treinen van de RER D tussen Villiers-le-Bel - Gonesse/Juvisy en Melun via Évry - Courcouronnes. Tijdens de spits rijden de treinen niet verder van Juvisy, in de daluren rijden de treinen verder naar Villiers-le-Bel - Gonesse.

## Vorig en volgend station
| Richting                          | Vorig station | Lijn  | Volgend station      | Richting |
| --------------------------------- | ------------- | ----- | -------------------- | -------- |
| Juvisy (via Évry - Courcouronnes) | Villabé       | RER D | Le Coudray-Montceaux | Melun D2 |